# Port lotniczy Casablanca-Anfa
Port lotniczy Casablanca-Anfa (IATA: CAS, ICAO: GMMC) – nieczynny port lotniczy położony 6 km na południowy zachód od Casablanki, w regionie Wielka Casablanca, w Maroku.